# Erhard Schütz

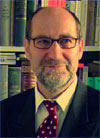
Erhard Schütz, 2014

Erhard Schütz (* 17. Februar 1946 in Holzhausen) ist ein deutscher Literaturwissenschaftler und Professor a. D. für Neuere deutsche Literatur an der Humboldt-Universität zu Berlin.

## Leben
Von 1967 bis 1972 studierte Erhard Schütz Germanistik, Politikwissenschaften und Philosophie an den Universitäten Gießen und Würzburg. Er promovierte 1975 zum Dr. phil.; 1979 erfolgte die Habilitation.
Von 1985 bis 1989 war er Professor auf Zeit (C2) an der Universität-Gesamthochschule Essen, von 1989 bis 1996 bekleidete er die Erik-Reger-Stiftungsprofessur auf Lebenszeit (C3) für Neuere deutsche Literatur an der Freien Universität Berlin in den Fächern Publizistik und neuere deutsche Literatur. Zugleich war Erhard Schütz Direktor des Instituts für Kommunikationsgeschichte und angewandte Kulturwissenschaften der FU Berlin. Von 1996 bis 2011 war er Professor für Neuere deutsche Literatur (Schwerpunkt 18. bis 20. Jahrhundert) am Institut für deutsche Literatur an der Humboldt-Universität zu Berlin. Schütz ist seit 2011 im Ruhestand.
Seine Arbeitsschwerpunkte umfassen Verschränkungen von Literatur und Journalismus, Sachbuchforschung, Mediengeschichte, Literatur und Technik, den Literaturmarkt, die Geschichte des Feuilletonromans, die Literatur der Weimarer Republik und des „Dritten Reichs“ sowie Berlin als Motiv in Film und Literatur. Ferner befasste er sich mit der populären und literarischen Rezeption der Zeitgeschichte im 20. Jahrhundert. Gemeinsam mit David Oels, Michael Schikowski und Ute Schneider leitet er ein universitätsübergreifendes, kultur-, literatur- und medienwissenschaftlich ausgerichtetes Forschungsprojekt, das sich der Erforschung der Geschichte und der Poetik des Sachbuchs im 20. Jahrhundert widmet.
Erhard Schütz war von 1996 bis 2018 Mitherausgeber der Zeitschrift für Germanistik (ZfGerm). Als Literaturkritiker schreibt Erhard Schütz regelmäßig für die Wochenzeitung Der Freitag, den Tagesspiegel und die Kulturzeitschrift Das Magazin.

## Schriften

### Als Autor
- Alfred Andersch. C.H. Beck / Edition Text und Kritik, München 1980, ISBN 3-406-07883-4.
- Romane der Weimarer Republik. Fink, München 1986, ISBN 3-7705-2342-3.
- Willkommen und Abschied der Maschinen. Bestandsaufnahme eines Themas. Klartext, Essen 1988, ISBN 3-88474-436-4.
- Echte falsche Pracht. Kleine Schriften zur Literatur. Verbrecher Verlag, Berlin 2011, ISBN 978-3-940426-93-2.
- „In den Wäldern selig verschollen“. Waldgänger in der deutschen Literatur seit der Romantik (= Pressburger Akzente. Heft 3). Edition Lumiere, Bremen 2013, ISBN 978-3-943245-12-7.
- Mediendiktatur Nationalsozialismus, Universitätsverlag Winter, Heidelberg 2019, ISBN 978-3-8253-4628-7.

### Als Mitautor
- mit Eckhard Gruber: Mythos Reichsautobahn. Bau und Inszenierung der „Straßen des Führers“ 1933–1941. Ch. Links, Berlin 1996, ISBN 3-86153-117-8.
- mit Jörg Döring: Benn als Reporter: „Wie Miss Cavell erschossen wurde“. Universi, Siegen 2007, ISBN 978-3-936533-22-4.

### Als Herausgeber
- Reporter und Reportagen. Texte zur Theorie und Praxis der Reportage der zwanziger Jahre. Ein Lesebuch. Andreas Achenbach, Giessen 1974, ISBN 3-87958-106-1.
- Zur Aktualität des Kriminalromans. Berichte, Analysen, Reflexionen zur neueren Kriminalliteratur. Fink, München 1978, ISBN 3-7705-1649-4.
- Literarische Reportage. Ein Arbeitsbuch. Diesterweg, München 1979, ISBN 3-425-06208-5.
- Kultura techniki. Studia i szkice (= Poznańska Biblioteka Niemiecka. Bd. 14). Wydawnictwo Poznańskie, Poznań 2001, ISBN 83-7177-125-8.
- Dorothee Dovifat: Zwischen Trümmern und Träumen. Feuilletonistische Streiflichter Berlins von 1945 bis 1953. verlag für berlin-brandenburg (vbb), Berlin 2014, ISBN 978-3-945256-08-4.
- Stefan Großmann: Wir können warten oder Der Roman Ullstein.  verlag für berlin-brandenburg (vbb), Berlin 2014, ISBN 978-3-945256-02-2.
- Alfred Döblin, Gabriele Tergit, Richard Huelsenbeck, Frank Arnau, Manfred Hausmann, Erich Ebermayer, Edlef Köppen, Kurt Heuser: Die verschlossene Tür. Kriminalrat Koppens seltsamster Fall. verlag für berlin-brandenburg (vbb), Berlin 2015, ISBN 978-3-945256-32-9.
- Glänzender Asphalt. Eine Stadtrundfahrt durch Groß-Berlin 1920–1933. B&S Siebenhaar Verlag, Berlin 2020, ISBN 3-943132-13-7.
- Surreal-Welten. Berlin in der Nachkriegsprosa 1945–1955. B&S Siebenhaar Verlag, Berlin 2021, ISBN 978-3-943132-99-1.
- Lesebuch Erik Reger, zusammengestellt und mit einem Nachwort von Erhard Schütz, Bücher der Nyland-Stiftung Köln im Aisthesis Verlag, Bielefeld 2023, ISBN 978-3-8498-1043-6 (Inhalt).

### Als Mitherausgeber
- unter Mitarbeit von Annette Brockhoff und Norbert Wehr: HighTech – LowLit? Literatur und Technik: Autoren und Computer. Klartext, Essen 1991, ISBN 3-88474-459-3.
- mit Walter Delabar: Deutschsprachige Literatur der 70er und 80er Jahre. Autoren. Tendenzen. Gattungen. Wissenschaftliche Buchgesellschaft, Darmstadt 1997, ISBN 3-534-18978-7 (Inhalt; Sonderausgabe 2005, ISBN 978-3-534-18978-6).
- mit Christian Jäger: Glänzender Asphalt: Berlin im Feuilleton der Weimarer Republik. Fannei & Walz, Berlin 1994, ISBN 3-927574-25-2.
- mit Jörg Döring (Literaturwissenschaftler): Text der Stadt – Reden von Berlin. Literatur und Metropole seit 1989. Weidler, Berlin 1999, ISBN 3-89693-139-3.
- mit Kai Kauffmann: Die lange Geschichte der Kleinen Form. Beiträge zur Feuilletonforschung. Weidler, Berlin 2000, ISBN 3-89693-140-7 (Inhalt).
- mit Thomas Wegmann: literatur.com. Tendenzen im Literaturmarketing. Weidler, Berlin 2002, ISBN 3-89693-219-5.
- mit Gregor Streim: Reflexe und Reflexionen von Modernität. 1933–1945 (= Publikationen zur Zeitschrift für Germanistik. Bd. 6). Peter Lang, Bern 2002, ISBN 3-906770-14-1 (Inhalt).
- mit Ernst Osterkamp und Andrea Polaschegg in Verbindung mit der Deutschen Schillergesellschaft: Wilhelm Hauff oder Die Virtuosität der Einbildungskraft. Wallstein, Göttingen 2005, ISBN 3-89244-860-4 (Inhalt).
- mit Silke Bittkow, David Oels, Stephan Porombka und Thomas Wegmann: Das BuchMarktBuch. Der Literaturbetrieb in Grundbegriffen. Rowohlt, Reinbek bei Hamburg 2005, ISBN 3-499-55672-3 (Klappentext; 2., durchgesehene Auflage 2010, ISBN 978-3-499-55672-2).
- mit Manuel Köppen: Kunst der Propaganda. Der Film im Dritten Reich. (= Publikationen zur Zeitschrift für Germanistik. Bd. 15). Peter Lang, Bern 2007, ISBN 978-3-03911-179-4 (Inhalt, auszugsweises Digitalisat; 2., überarb. Aufl. 2008, ISBN 978-3-03911-727-7).
- mit Stephan Porombka: 55 Klassiker des Kulturjournalismus. B & S Siebenhaar, Berlin 2008, ISBN 978-3-936962-62-8 (Inhalt).
- mit Wolfgang Hardtwig: Keiner kommt davon. Zeitgeschichte in der Literatur nach 1945. Vandenhoeck & Ruprecht, Göttingen 2008, ISBN 978-3-525-20861-8 (Inhalt).
- mit Peter Uwe Hohendahl: Solitäre und Netzwerker. Akteure des kulturpolitischen Konservatismus nach 1945 in den Westzonen Deutschlands. Klartext, Essen 2009, ISBN 978-3-89861-891-5.
- mit Brigitte Peters: 200 Jahre Berliner Universität. 200 Jahre Berliner Germanistik. 1810–2010 (Teil III) (= Publikationen zur Zeitschrift für Germanistik. Bd. 23). Peter Lang, Bern 2011, ISBN 978-3-0343-0622-5 (Inhalt).
- mit Peter Uwe Hohendahl: Perspektiven konservativen Denkens. Deutschland und die Vereinigten Staaten nach 1945 (= Publikationen zur Zeitschrift für Germanistik. Bd. 26). Peter Lang, Bern 2012, ISBN 978-3-0343-1139-7 (Inhalt).
- mit Dagmar Košt'álová: Großstadt werden! Metropole sein! Bratislava, Wien, Berlin. Urbanitätsfantasien der Zwischenkriegszeit 1918–1938. Peter Lang, Frankfurt am Main 2012, ISBN 978-3-631-63579-7 (Inhalt; auch als Online-Ausgabe, ISBN 978-3-653-01669-7).
- mit Elena Agazzi: Handbuch Nachkriegskultur. Literatur, Sachbuch und Film in Deutschland (1945–1962). De Gruyter, Berlin/Boston 2013, ISBN 978-3-11-022139-8 (Inhalt; auch als Online-Ausgabe, ISBN 978-3-11-022140-4; als Broschur 2016, ISBN 978-3-11-046200-5).
- mit Johannes Birgfeld: Michael Kleeberg – eine Werksbegehung. Deutsche Verlags-Anstalt, München 2014, ISBN 978-3-421-04648-2 (Inhalt; auch als Online-Ausgabe, ISBN 978-3-641-14601-6).
- mit Christian Jäger: Alexander Graf Stenbock-Fermor: Deutschland von unten. Reise durch die proletarische Provinz, mit einem Nachwort von denselben. Verlag für Berlin-Brandenburg (vbb), Berlin 2016, ISBN 978-3-945256-52-7 (Inhalt).
- mit Hildegard Kernmayer unter Mitarbeit von Sarah Stadler: Die Eleganz des Feuilletons. Literarische Kleinode, mit einem Nachwort von denselben. Transit Verlag, Berlin 2017, ISBN 978-3-88747-349-5 (Inhalt).
- mit Sabine Eickenrodt: Robert Walsers Wälder. Prosa und Gedichte, mit einem Nachwort von denselben. Insel Verlag, Berlin 2019, ISBN 978-3-458-19477-4 (Inhalt).
- mit Jan-Pieter Barbian: Die „Utopie des Alltäglichen“. Nachdenken über Nicolas Born. Wehrhahn Verlag, Hannover 2019, ISBN 978-3-86525-736-9 (Inhalt).
- mit Kai Kauffmann: Michael Kleeberg. Text + Kritik. Zeitschrift für Literatur, Heft 233, edition text + kritik im Richard Borberg Verlag, München 2022, ISBN 978-3-96707-655-4 (Inhalt).
- mit Jan-Pieter Barbian: Gegen Mauern anschreiben. Max von der Grün als Kinder- und Jugendbuchautor, Aisthesis Verlag, Bielefeld 2023, ISBN 978-3-8498-1877-7 (Inhalt).
- mit Eckhard Gruber: 100 Billionen. Eine historisch-literarische Zeitreise durch die Inflation. B&S Siebenhaar Verlag, Berlin 2023, ISBN 978-3-949111-12-9 (Inhalt).
- mit Jan-Pieter Barbian: Die Traglast der Vergangenheit. Annäherungen an Ralf Rothmann. Aisthesis Verlag, Bielefeld 2024, 205 S., ISBN 978-3-8498-1947-7 (Inhalt).

### Artikel
- Bei der Zeitungshure. In: Tagesspiegel. 26. Juni 2009 (archive.org). Joseph Roth in Berlin.
- Kumpel, greif zum Imageberater. In: Der Freitag. 11. November 2009.